# Lucas van Valckenborch
Lucas van Valkenborch (vagy Valckenborch; (Leuven, 1535 körül – Frankfurt am Main, 1597. február 2.) flamand festő.

## Életpályája
Főleg Nürnbergben működött. Az id. Bruegel hatása alatt festette aprólékos részletezésű tájképeit. Képviselve van a Szépművészeti Múzeumban. 

## Képgaléria

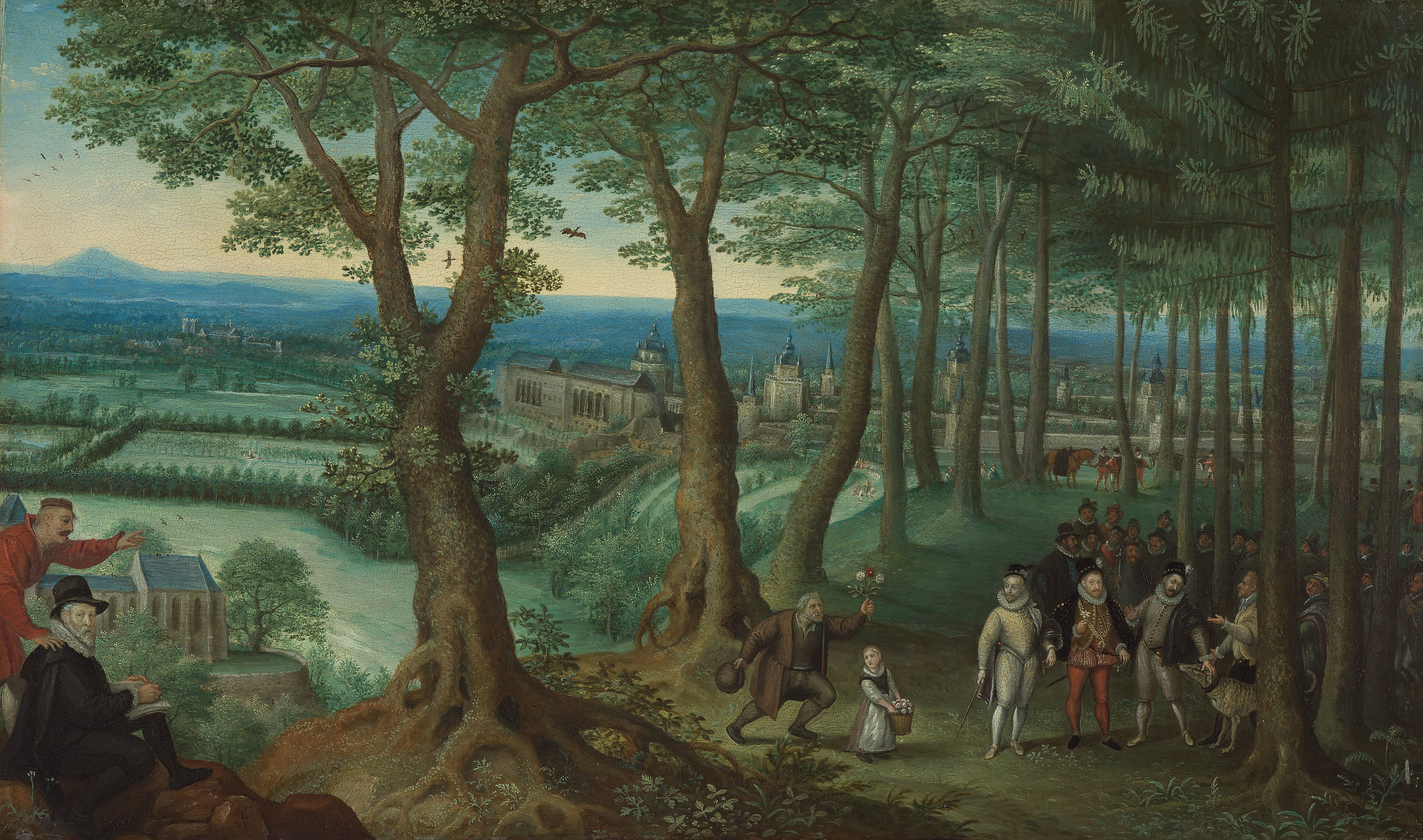
Az uralkodó sétája az erdőben, önarcképpel
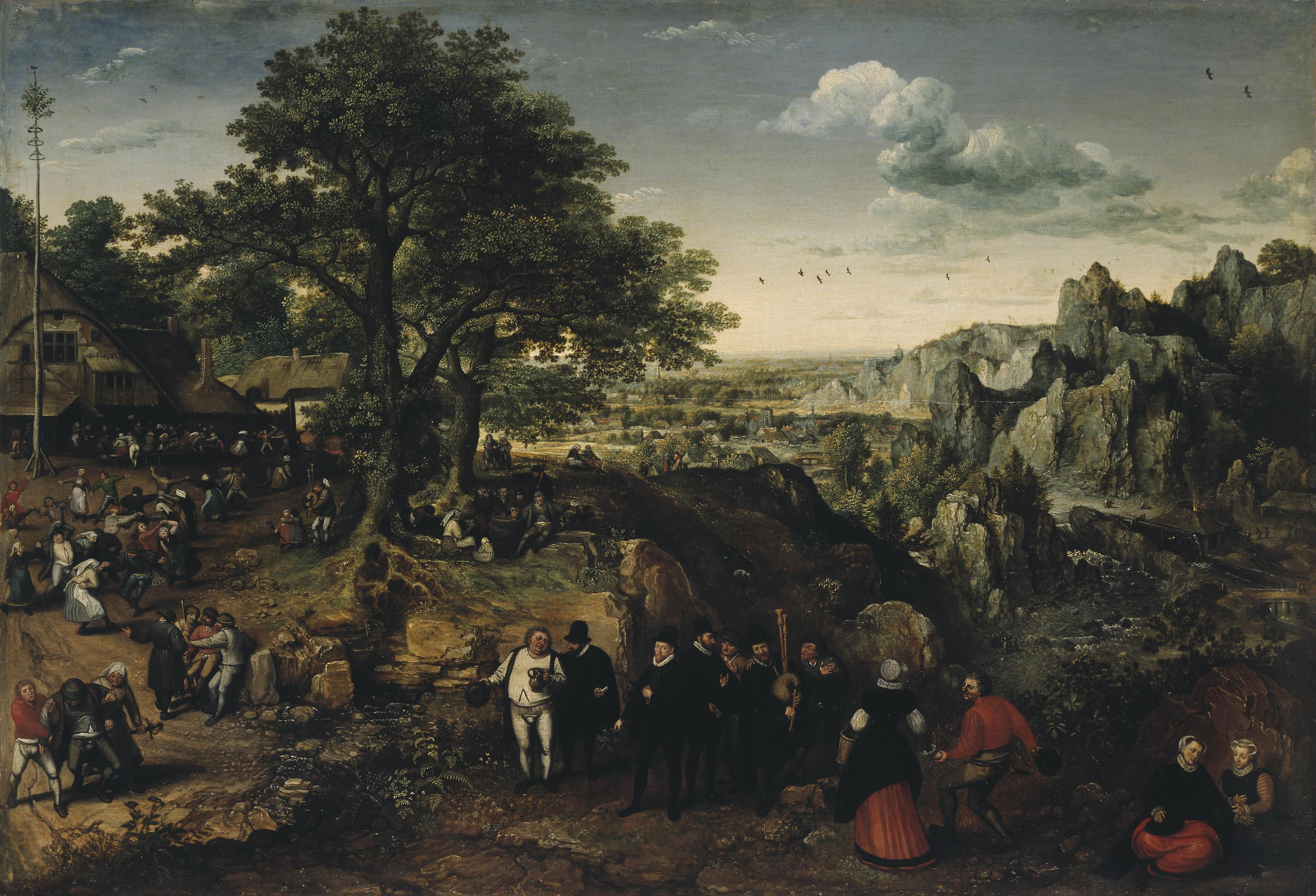
Tájkép falusi fesztivállal
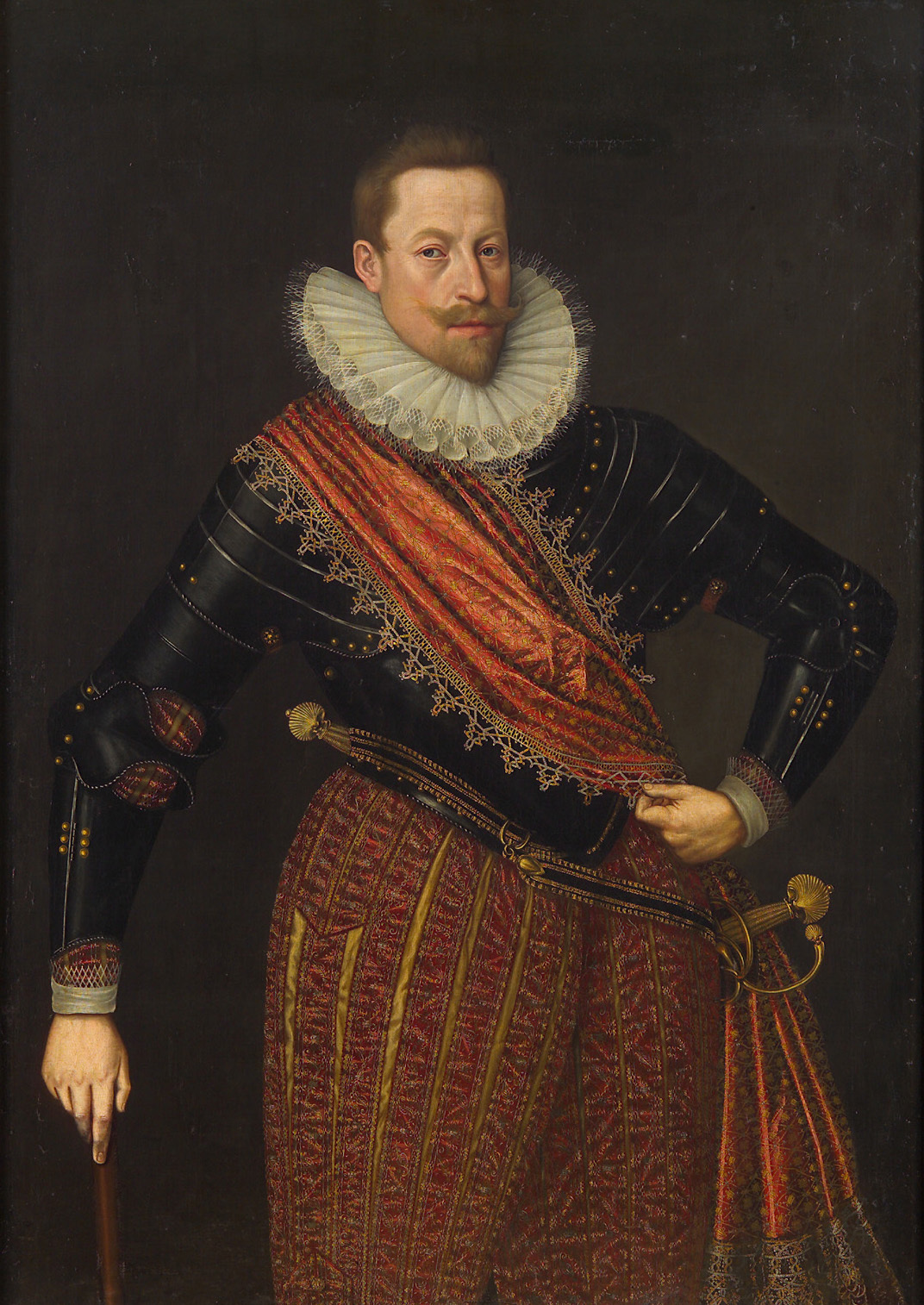
Ausztriai Mátyás arcképe
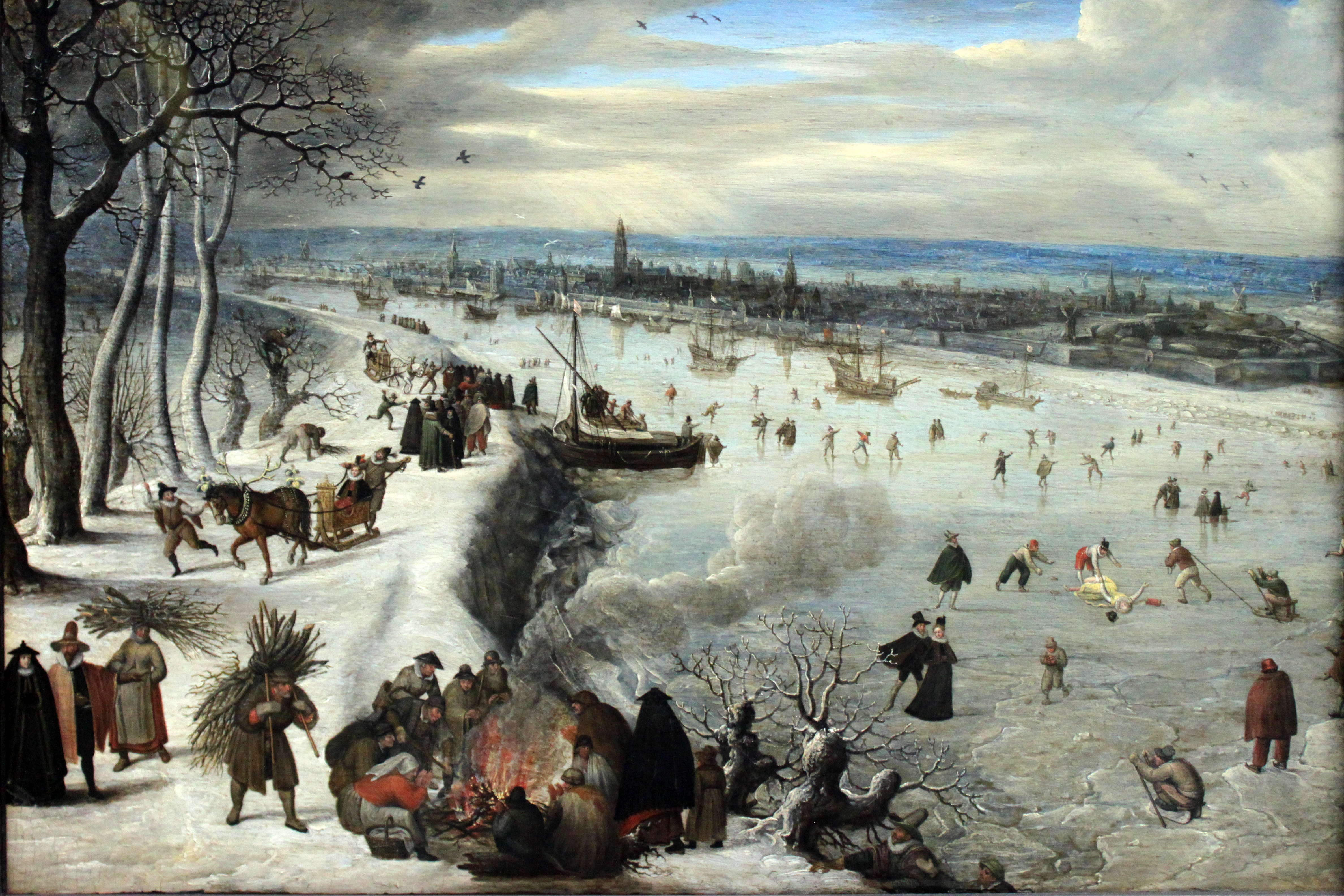
Antwerpen a befagyott Scheldevel
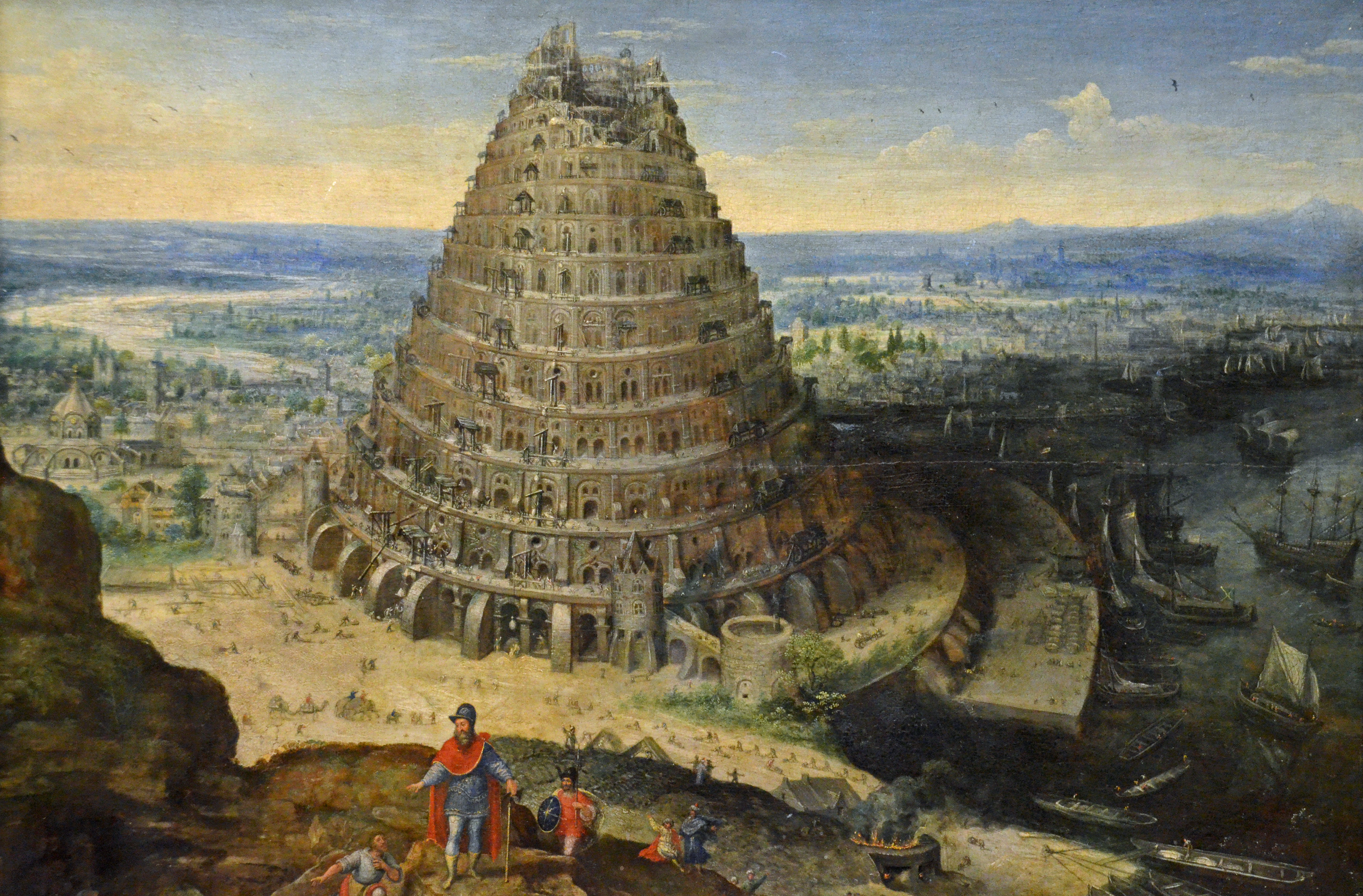
Bábel tornya (1594)